# Paolo Milanoli
Paolo Milanoli (* 7. prosince 1969 Alessandria, Itálie) je bývalý italský sportovní šermíř, který se specializoval na šerm kordem.
Itálii reprezentoval v devadesátých letech a v prvních letech nového tisíciletí. Na olympijských hrách startoval v roce 2000 a v soutěži jednotlivců nepřešel přes druhé kolo. V roce 2001 získal v soutěži jednotlivců titul mistra světa a na vicemistra Evropy. S italským družstvem kordistů získal v roce 2000 zlatou olympijskou medaili a v roce 1993 titul mistra světa.